# فیلیپو کاساگرانده
فیلیپو کاساگرانده (ایتالیایی: Filippo Casagrande؛ زادهٔ ۲۸ ژوئیهٔ ۱۹۷۳) دوچرخه‌سوار اهل ایتالیا است. وی در مسابقات تور دو فرانس و جیرو دیتالیا شرکت کرده است.